# Francisco de Medina
Francisco de Medina (Siviglia, 1544 – Siviglia, 20 marzo 1615) è stato un letterato spagnolo.

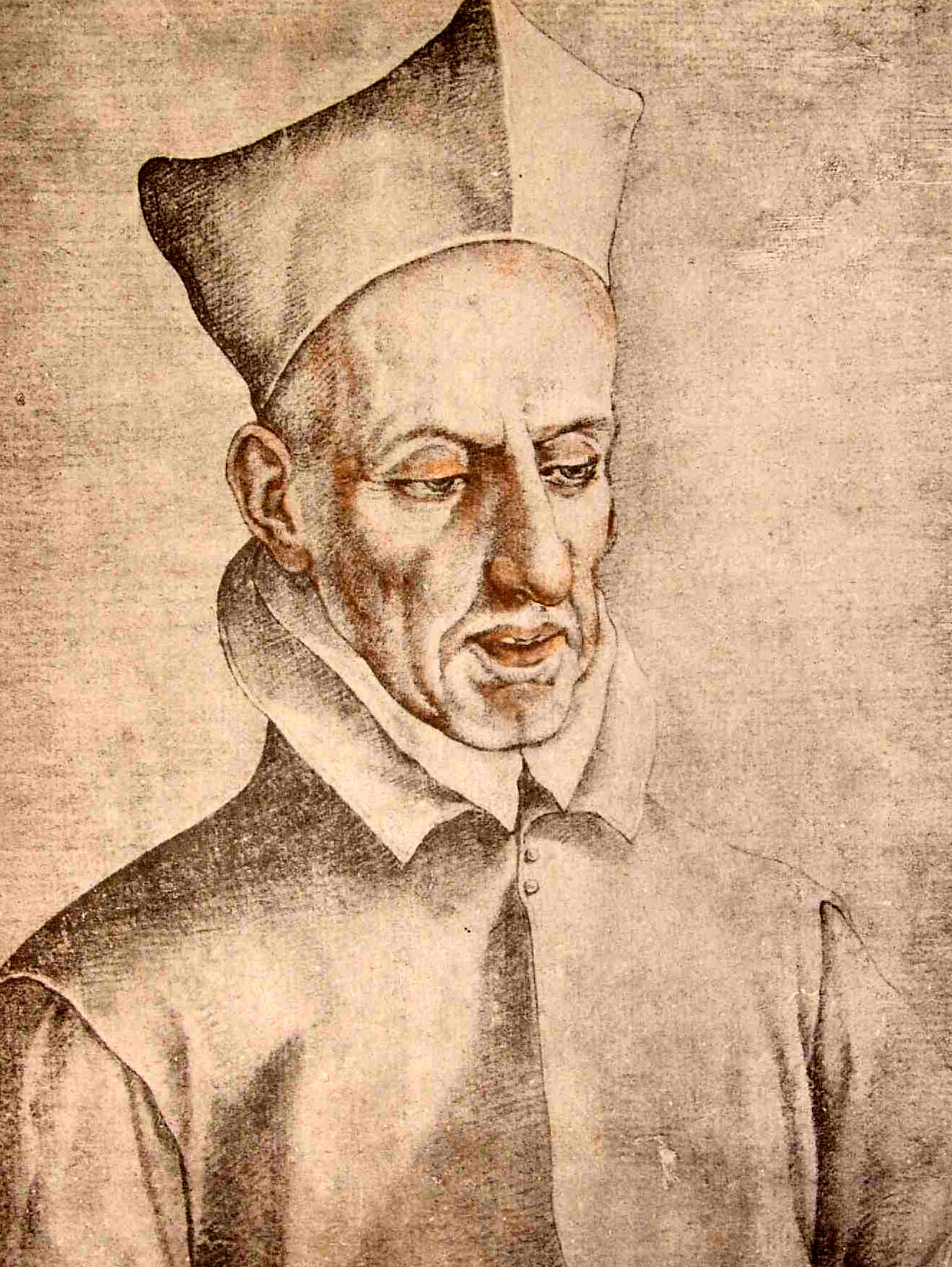
Francisco de Medina, di Francisco Pacheco.

Allievo di Juan de Mal Lara, scrisse una celebre Ode a Garcilaso e fu studioso di Garcilaso de la Vega, su cui scrisse anche un saggio (1580). Tradusse da Properzio e da Ausonio.